# Стазама севера
Стазама севера је епизода Загора објављена у бр. 6. обновљене едиције Златне серије коју је покренуо Весели четвртак. Епизода је изашла 13. септембра 2018. год. Коштала је 350 dinara (3,45 $; 2,96 €). Свеска је имала 132 стране. Епизода Загора имала је 94 стране. Након ње налазила се епизода Судије Бина Сенке прошлости (стр. 99-132).

## Оригинална епизода
Оригинална епизода под називом Sulle piste del Nord објављена је у серијалу Almanacco dell'avventura br. 1 , који је премијерно објављен 1. октобра 1996. год. у Италији у издању Бонелија. Епизоду је нацртао Рафаеле дела Моника, а сценарио написао Мауро Бозели. Насловну страну је нацртао Галијено Фери.